# Federation of International Bandy

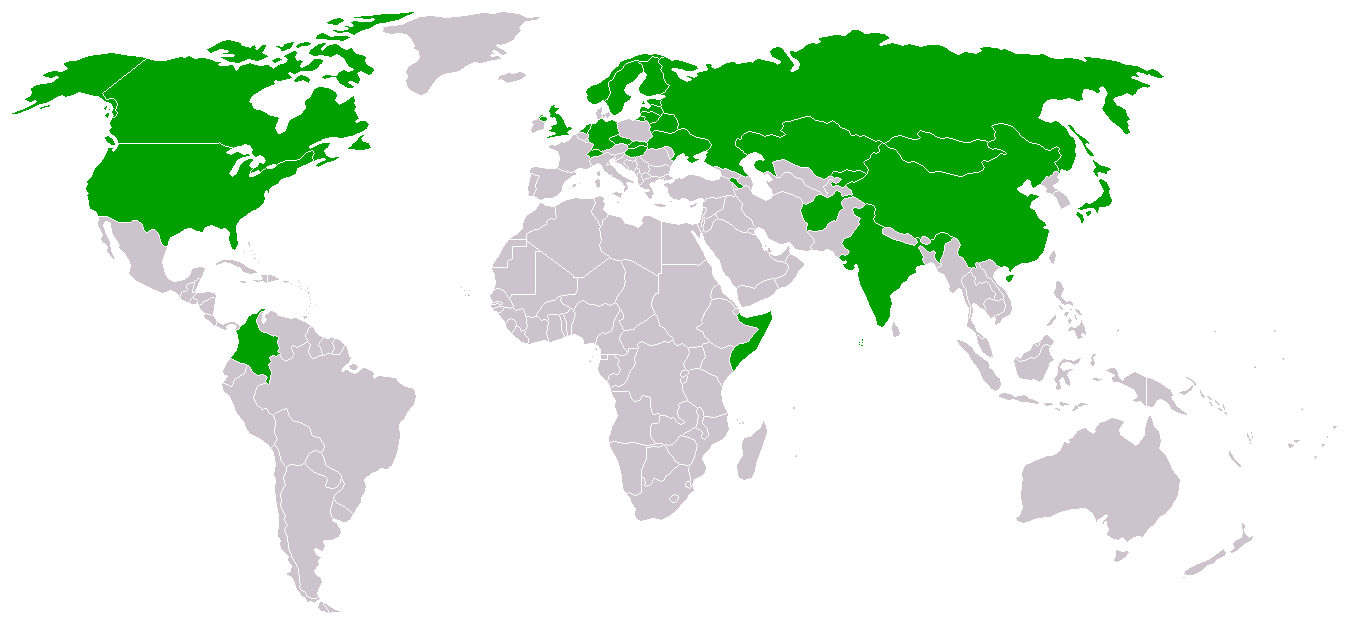
Länder, die im Internationalen Bandy-Verband organisiert sind (Stand 2014).

Die Federation of International Bandy (FIB) ist der internationale Verband im Bandysport. Der Verband wurde 1955 im schwedischen Katrineholm von Vertretern Schwedens, Norwegens, Finnlands und der Sowjetunion gegründet.
Von 1957 bis 2001 hieß der Verband International Bandy Federation (IBF). Da dies aber auch die Abkürzung von den anderen Sportverbänden wurde, bat das IOC den Namen des Bandy-Weltverbandes in FIB zu ändern.
Die erste Weltmeisterschaft wurde 1957 in Helsinki ausgetragen. Mittlerweile werden Weltmeisterschaften jährlich veranstaltet. Eine Weltmeisterschaft für Frauen gibt es seit 2004.
Der Präsident der FIB ist Henrik Nilsson, der erste Vizepräsident ist Stein Pedersen.

## Liste der Mitglieder
28 nationale Verbände gehören derzeit der FIB an. Neben den vier Gründungsmitgliedern Finnland, Norwegen, Sowjetunion und Schweden wurden vor den 1990er-Jahren die Niederlande (1973), die USA (1981), Kanada (1986) und Ungarn (1988) IBF-Mitglieder. 
Die Liste der aktuellen Mitglieder:
| Aufnahme | Land / Gebiet          | Verband                                  | Gründung | Region      |
| -------- | ---------------------- | ---------------------------------------- | -------- | ----------- |
| 2012     | Afghanistan            | Bandyverband des Afghanistans            | 2012     | Asien       |
| 2008     | Armenien               | Armenischer Nationaler Bandyverband      | 2008     | Asien       |
| 1999     | Belarus                | Belarussischer Bandyverband              | 1999     | Europa      |
| 2013 1   | Deutschland            | Deutscher Bandy-Bund                     | 2013     | Europa      |
| 2002     | Estland                | Eesti Jääpalliliit                       | 2001     | Europa      |
| 1955     | Finnland               | Suomen Jääpalloliitto                    | 1972 2   | Europa      |
| 2002     | Indien                 | Indischer Bandyverband                   | 2002     | Asien       |
| 2024 3   | Italien                | Italienischer Bandyverband               | 2022     | Europa      |
| 2011     | Japan                  | Japanischer Bandyverband                 | 2011     | Asien       |
| 1986     | Kanada                 | Kanadischer Bandyverband                 | 1983     | Nordamerika |
| 1994     | Kasachstan             | Bandyverband des Kasachstans             | 1993     | Asien       |
| 2017     | Kolumbien              | Kolumbianischer Bandyverband             | 2017     | Europa      |
| 2006     | Lettland               | Latvijas Bendija Federācija              | 2006     | Europa      |
| 2008     | Litauen                | Litauischer Bandyverband                 | 2008     | Europa      |
| 2002     | Mongolei               | Mongolischer Bandyverband                | 2002     | Asien       |
| 1973     | Niederlande            | Bandy Bond Nederland                     | 1973     | Europa      |
| 1955     | Norwegen               | Norges Bandyforbund                      | 1920     | Europa      |
| 1992 4   | Russland               | Russischer Bandyverband                  | 1992 3   | Europa      |
| 1955     | Schweden               | Svenska Bandyförbundet                   | 1925     | Europa      |
| 2006     | Schweiz                | Bund Bandy Schweizer                     | 2006     | Europa      |
| 2013     | Somalia                | Somalischer Nationaler Bandyverband      | 2013     | Afrika      |
| 2018     | Slowakei               | Slovenská Asociácia Bandy                | 2018     | Europa      |
| 2014     | Tschechien             | Česká Asociace Bandy                     | 2013     | Europa      |
| 2008     | Ukraine                | Ukrainischer Bandyverband                | 2008     | Europa      |
| 1989     | Ungarn                 | Magyar Bandy Szövetség                   | 1988     | Europa      |
| 2010     | Vereinigtes Königreich | Bandyverband des Vereinigten Königreichs | 2010     | Europa      |
| 1981     | Vereinigte Staaten     | American Bandy Association               | 1981     | Nordamerika |
| 2010     | Volksrepublik China    | Chinesischer Bandyverband                | 2014     | Asien       |

Die Liste der ehemaligen Mitglieder:
| Aufnahme | Land / Gebiet | Verband                     | Ausschluss | Region     |
| -------- | ------------- | --------------------------- | ---------- | ---------- |
| 2008     | Argentinien   | Argentinischer Bandyverband | 2017       | Südamerika |
| 2006     | Australien    | Australischer Bandyverband  | 2017       | Ozeanien   |
| 2014     | Dänemark      | Dänischer Bandyverband      | 2017       | Europa     |
| 2006     | Irland        | Irischer Bandyverband       | 2017       | Europa     |
| 2004     | Kirgisistan   | Kirgisischer Bandyverband   | 2018       | Asien      |
| 2005     | Polen         | Polnischer Bandyverband     | 2017       | Europa     |
| 2006     | Serbien       | Serbischer Bandyverband     | 2017       | Europa     |